# برايان جونز (صحفي)
برايان جونز (بالإنجليزية: Brian Johns)‏ هو صحفي وشخصية أعمال أسترالي، ولد في 6 مايو 1936 في Gordonvale, Queensland ‏ في أستراليا، وتوفي في 2016 في سيدني في أستراليا بسبب سرطان.